# Juárez (Michoacán)
Juárez è una municipalità dello stato di Michoacán, nel Messico centrale, il cui capoluogo è la città di Benito Juárez.
La municipalità conta 13.604 abitanti (2010) e ha un'estensione di 141,64 km².
Il nome della località  è dedicato a Benito Juárez.